# Edwin Björkman
Edwin August Björkman, född 19 oktober 1866 i Stockholm, död 1951 i Asheville, North Carolina, USA, var en svensk-amerikansk tidningsman.

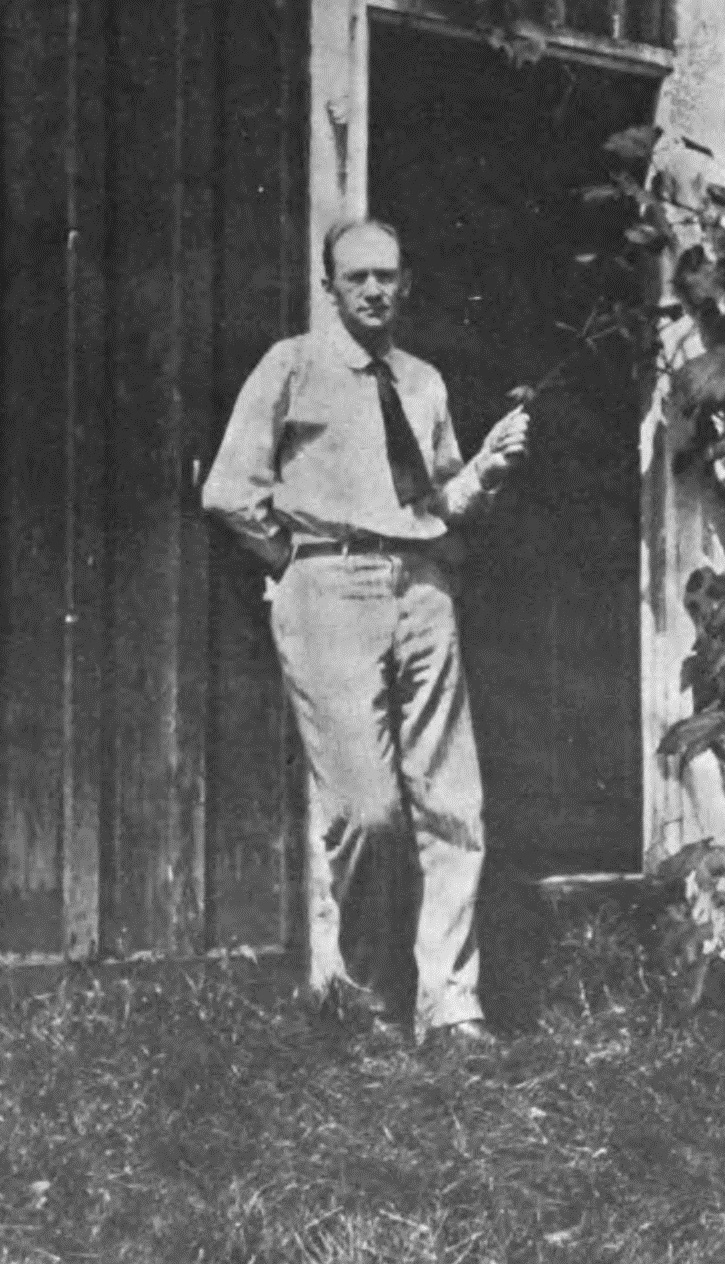

Björkman var son till inkasseraren i Stockholms enskilda bank Andreas August Björkman. Han genomgick sex klasser vid södra latinläroverket i Stockholm 1875–1881 varefter han 1881–1888 var anställd vid grosshandelskontor, under vilken tid han grundade Sveriges kontoristförening. Han studerade därefter deklamation för Louise Fahlman och anställdes därefter vid August Lindbergs teatersällskap 1888–1890 och var 1890–1891 anställd vid Dramatiska teatern.
Samtidigt lämnade han bidrag till Dagens Nyheter och anställdes 1891 som journalist vid Aftonbladet. Hösten samma år utvandrade han dock till USA och arbetade en tid vid Svenska amerikanen i Chicago varpå han 1892–1894 redigerade Minesota-posten i Saint Paul, Minnesota. Därefter arbetade han som journalist vid Minneapolis Daily Times 1894–1897, vid New York Sun 1898–1904, New York Times 1904–1906, vid New York Evening Post 1906–1907 och The World's Work 1909. 1926–1929 var han litterär redaktör i Ashville Times och 1935 blev han direktör för North Carolina Federal Writers Project.
Björkman verkade framför allt som översättare av nordisk litteratur till engelska, främst författare som August Strindberg (hans skådespel), Gustaf af Geijerstam, Bjørnstjerne Bjørnson och Gunnar Heiberg.

## Teater

### Roller
| År   | Roll | Produktion                | Regi | Teater                      |
| 1891 | Karp | Arvskiftet Ivan Turgenjev |      | Kungliga Dramatiska Teatern |